# Émile Cammaerts
Émile Cammaerts, född 16 mars 1878 och död 1953, var en belgisk diktare.
Cammaerts överflyttade 1908 till England. Han över översatt John Ruskin till franska och författat en konsthistorisk studie över de venetianska renässanskonstnärerna av familjen Bellini (Les Bellini, 1912). Mest känd torde han dock vara för sin patriotiska lyrik under första världskriget, Chants patriotiques et auters poèmes (1915), med flera.